# Tofieldia
Tofieldia é um género botânico pertencente à família Tofieldiaceae.
1. ↑  «Tofieldia — World Flora Online». www.worldfloraonline.org. Consultado em 19 de agosto de 2020